# لويس لان
لويس لان (بالإنجليزية: Louis Lane)‏ هو موزع أمريكي، ولد في 25 ديسمبر 1923، وتوفي في 15 فبراير 2016.

## وصلات خارجية
- لويس لان على موقع ميوزك برينز (الإنجليزية)
- لويس لان على موقع ديسكوغز (الإنجليزية)